# Canton de Saint-Genix-sur-Guiers
Le canton de Saint-Genix-sur-Guiers est une ancienne division administrative française, située dans le département de la Savoie et la région Rhône-Alpes.
Il disparait en 2015 à la suite du redécoupage cantonal de 2014.

## Histoire
Le canton s'appelait Saint-Genix-d'Aoste au début du XXe siècle.

## Composition
Le canton de Saint-Genix-sur-Guiers regroupe les communes suivantes :
| Nom                        | Code Insee | Intercommunalité         | Superficie (km2) | Population (dernière pop. légale) | Densité (hab./km2) |
| -------------------------- | ---------- | ------------------------ | ---------------- | --------------------------------- | ------------------ |
| Avressieux                 | 73025      | CC Val Guiers            | 8,07             | 515 (2014)                        | 64                 |
| Champagneux                | 73070      | CC Val Guiers            | 10,68            | 677 (2014)                        | 63                 |
| Gerbaix                    | 73122      | CC du Lac d'Aiguebelette | 6,91             | 374 (2014)                        | 54                 |
| Gresin                     | 73127      | CC Val Guiers            | 5,01             | 377 (2014)                        | 75                 |
| Marcieux                   | 73152      | CC du Lac d'Aiguebelette | 4,40             | 164 (2014)                        | 37                 |
| Novalaise                  | 73191      | CC du Lac d'Aiguebelette | 16,26            | 2 024 (2014)                      | 124                |
| Rochefort                  | 73214      | CC Val Guiers            | 5,60             | 208 (2014)                        | 37                 |
| Sainte-Marie-d'Alvey       | 73254      | CC Val Guiers            | 2,61             | 120 (2014)                        | 46                 |
| Saint-Genix-sur-Guiers     | 73236      | CC Val Guiers            | 12,27            | 2 368 (2014)                      | 193                |
| Saint-Maurice-de-Rotherens | 73260      | CC Val Guiers            | 8,17             | 213 (2014)                        | 26                 |

## Représentation

### Conseillers généraux de 1861 à 2015
| Période                                  | Période      | Identité                                 | Étiquette       | Qualité |
| ---------------------------------------- | ------------ | ---------------------------------------- | --------------- | --- |
| 1861                                     | 1870         | Auguste Picollet d'Hermillon (1799-1872) |                 | Ancien consul sarde à Valparaiso et à Barcelone Maire de Saint-Genix-sur-Guiers (1860-....)                                                                   |
| 1870                                     | 1877         | Louis-François Magnin                    | Droite          | Notaire à Saint-Genix-sur-Guiers |
| 1877                                     | 1883         | Joseph-Ange Bidal                        | Républicain     | Notaire, maire de Saint-Genix-sur-Guiers |
| 1883                                     | 1892 (décès) | Hippolyte Pravaz                         | Républicain     | Propriétaire à Saint-Genix-sur-Guiers |
| 1892                                     | 1900 (décès) | Jules André Desportes                    | Républicain     | Maire de Saint-Genix-sur-Guiers |
| 1901                                     | 1919         | Albert Jarre                             | Républicain     | Médecin à Saint-Genix-sur-Guiers |
| 1919                                     | 1940         | Victor Guillermin                        | Rad.            | Notaire honoraire à Chambéry, conseiller d'arrondissement |
|                                          |              |                                          |                 | |
| 1942                                     | 1945         | Joseph Guillet-Cordier                   |                 | Maire de Novalaise Nommé conseiller départemental en 1942 |
|                                          |              |                                          |                 | |
| 1945                                     | 1951         | Jean-Marie Richard (1898-1988)           | SFIO            | - Entrepreneur - Maire de Novalaise |
| 1951                                     | 1970         | Jean Praliaud                            | Rad. puis SFIO  | - Médecin - Maire de Saint-Genix-sur-Guiers |
| 1970                                     | 1999 (décès) | Henri Guicherd                           | CD puis UDF-CDS | - Agriculteur - Maire d'Avressieux |
| 1999                                     | 2015         | Gaston Arthaud-Berthet                   | UMP             | - Gérant de société - Maire de Sainte-Marie-d'Alvey (1989-2020) - Vice-Président du Conseil général de la Savoie Elu en 2015 dans le Canton du Bugey savoyard |
| Les données manquantes sont à compléter. |              |                                          |                 | |

### Conseillers d'arrondissement (de 1861 à 1940)
| Période                                  | Période             | Identité                          | Étiquette          | Qualité |
| ---------------------------------------- | ------------------- | --------------------------------- | ------------------ | --- |
| 1861                                     |                     | Henri Magnin (1795-1877)          |                    | Notaire à Saint-Genix-sur-Guiers, greffier du juge du mandement                                             |
|                                          |                     |                                   |                    | |
| 1871                                     |                     | Paul Galland                      |                    | Propriétaire à Champagneux                                                                                  |
|                                          |                     |                                   |                    | |
|                                          | 1897 (décès)        | Joseph Claude Berlioz (1839-1897) |                    | Propriétaire à Novalaise                                                                                    |
|                                          |                     |                                   |                    | |
|                                          | 1905 (décès)        | Eugène Salomon                    |                    | Ancien adjoint au maire de Saint-Genix-sur-Guiers                                                           |
|                                          |                     |                                   |                    | |
| 1910                                     | 1919                | Victor Guillermin                 | Radical            | Notaire à Chambéry                                                                                          |
|                                          |                     |                                   |                    | |
| av.1928                                  | 6 juin 1938 (décès) | Joseph Charles                    | Républicain modéré | Maire de Novalaise                                                                                          |
|                                          |                     |                                   |                    | |
| 1940                                     |                     |                                   |                    | Les conseils d'arrondissement ont été suspendus par la loi du 12 octobre 1940 et n'ont jamais été réactivés |
| Les données manquantes sont à compléter. |                     |                                   |                    | |

## Démographie
| 1962  | 1968  | 1975  | 1982  | 1990  | 1999  | 2006  | 2011  | 2012  |
| ----- | ----- | ----- | ----- | ----- | ----- | ----- | ----- | ----- |
| 4 177 | 3 881 | 3 834 | 4 156 | 4 688 | 5 188 | 6 050 | 6 805 | 6 867 |